# Adam Fajfer
Adam Fajfer (ur. 24 lipca 1973 w Trzemesznie) – polski żużlowiec.
Brat Tomasza Fajfera i Przemysława Fajfera, ojciec Kevina Fajfera oraz wujek Macieja Fajfera, Oskara Fajfera i Patryka Fajfera, również żużlowców.

## Kariera sportowa
Licencje żużlową zdobył w 1990 roku. W rozgrywkach z cyklu Drużynowych Mistrzostw Polski startował do 2005 r., reprezentując kluby Startu Gniezno (1990–1998), Wybrzeża Gdańsk (1999–2003), KM Ostrów Wielkopolski (2004) oraz GTŻ Grudziądz (2005), w 1999 r. zdobywając brązowy medal DMP oraz Drużynowy Puchar Polski.
Czterokrotnie startował w finałach Indywidualnych Mistrzostw Polski (Wrocław 1994 – XV m., Warszawa 1996 – XIII m., Bydgoszcz 1998 – jako zawodnik rezerwowy, Piła 2000 – IV m.), jak również pięciokrotnie w finałach Mistrzostw Polski Par Klubowych (trzykrotnie zdobywając medale: Gniezno 1996 – srebrny, Gorzów Wielkopolski 1998 – brązowy, Wrocław 2000 – srebrny). W 1993 r. był uczestnikiem finału Młodzieżowych Indywidualnych Mistrzostw Polski (Toruń – IX m.). Był dwukrotnym finalistą turniejów o "Złoty Kask" (Wrocław 1998 – IV m., Wrocław 2001 – IV m.) i o "Srebrny Kask" (Machowa 1993 – XI m., Gorzów Wielkopolski 1994 – IX m.). W 1997 r. zwyciężył w Memoriale Rifa Saitgariejewa w Ostrowie Wielkopolskim.

## Kluby
- Start Gniezno (1990–1998)
- Wybrzeże Gdańsk (1999–2003),
- KM Ostrów Wielkopolski (2004)
- GTŻ Grudziądz (2005)

## Statystyka w klubach[1]
| Sezon | Klub            | Miejsce | Liga       | Mecze | Biegi | Pkt | Bonusy | Razem | Komplety    | Średnia/bg | Średnia/mc |
| ----- | --------------- | ------- | ---------- | ----- | ----- | --- | ------ | ----- | ----------- | ---------- | ---------- |
| 1990  | Start Gniezno   | 4       | 2 Liga     | 4     | 12    | 5   | 0      | 5     | 0           | 0,417      | 1,250      |
| 1991  | Start Gniezno   | 8       | 2 Liga     | 8     | 27    | 9   | 0      | 9     | 0           | 0,333      | 1,125      |
| 1992  | Start Gniezno   | 3       | 2 Liga     | 20    | 68    | 64  | 11     | 75    | 0           | 1,103      | 3,750      |
| 1993  | Start Gniezno   | 5       | 2 Liga     | 17    | 81    | 118 | 19     | 137   | 1 – (1 pł.) | 1,691      | 8,059      |
| 1994  | Start Gniezno   | 4       | 2 Liga     | 18    | 90    | 157 | 19     | 176   | 1 – (1 pł.) | 1,956      | 9,778      |
| 1995  | Start Gniezno   | 1       | 2 Liga     | 17    | 81    | 130 | 28     | 158   | 0           | 1,951      | 9,294      |
| 1996  | Start Gniezno   | 7       | 1 Liga     | 18    | 91    | 132 | 26     | 158   | 1 – (0 pł.) | 1,736      | 8,778      |
| 1997  | Start Gniezno   | 8       | 1 Liga     | 16    | 79    | 126 | 13     | 139   | 0           | 1,759      | 8,688      |
| 1998  | Start Gniezno   | 6       | 1 Liga     | 18    | 93    | 197 | 8      | 205   | 2 – (0 pł.) | 2,204      | 11,389     |
| 1999  | Wybrzeże Gdańsk |         | Ekstraliga | 20    | 103   | 171 | 17     | 188   | 0           | 1,825      | 9,400      |
| 2000  | Wybrzeże Gdańsk | 8       | Ekstraliga | 19    | 92    | 117 | 16     | 133   | 0           | 1,446      | 7,000      |
| 2001  | Wybrzeże Gdańsk | 1       | 1 liga     | 19    | 95    | 170 | 24     | 194   | 1 – (0 pł.) | 2,042      | 10,211     |
| 2002  | Wybrzeże Gdańsk | 7       | Ekstraliga | 16    | 76    | 83  | 8      | 91    | 0           | 1,197      | 5,688      |
| 2003  | Wybrzeże Gdańsk | 7       | Ekstraliga | 18    | 75    | 96  | 7      | 103   | 0           | 1,373      | 5,722      |
| 2004  | KM Ostrów Wlkp. | 6       | 1 liga     | 16    | 77    | 130 | 16     | 146   | 0           | 1,896      | 9,125      |
| 2005  | GTŻ Grudziądz   | 5       | 1 liga     | 12    | 52    | 42  | 10     | 52    | 0           | 1,000      | 4,333      |

## Osiągnięcia
indywidualne mistrzostwa Polski
- 1994 - Wrocław - 15. miejsce - 3 pkt
- 1996 - Warszawa - 13. miejsce - 4 pkt
- 1998 - Bydgoszcz - jako rezerwowy - 2 pkt
- 2000 - Piła - 4. miejsce - 9 pkt

mistrzostwa Polski par klubowych
- 1996 - Gniezno - 2. miejsce - 13 pkt
- 1997 - Bydgoszcz - 7. miejsce - 0 pkt
- 1998 - Gorzów Wielkopolski - 3. miejsce
- 1999 - Leszno - 6. miejsce - 5 pkt
- 2000 - Wrocław - 2. miejsce - nie startował